# Emboscada de Natividad de 2023
La emboscada de Natividad fue un ataque perpetrado el 11 de febrero de 2023 por el Militarizado Partido Comunista del Perú en el contexto de la insurgencia narcoterrorista a las afueras del poblado de Natividad, el ataque provocó la muerte de 7 efectivos policiales.

## Antecedentes
Luego de Operación Patriota el Camarada Jose salió a responder preguntas de Willax, afirmando que seguirá con la Guerra popular, según él no es Operación Patriota, si no Antipatriota, en este audio comienza una deamistad entre el MPCP y el ASPRET. En las Protestas del 2023 la Camarada Vilma salió a hablar sobre la Protesta apoyando a los Manifestantes.

## Atentado
El 11 de febrero de 2023 7 policías fueron emboscados en el Distrito de Pichari a 20 minutos de la localidad de Puerto Cocos, este atentado dejó un sobreviviente. El responsable del atentado se llama Camarada Carlos.

## Enfrentamientos posteriores
El miércoles 15 de febrero de 2023 hubo un enfrentamiento en el distrito de Vizcatán del Ene, provincia de Satipo, departamento de Junín. En este enfrentamiento murieron 2 militares.